# Jiří Pistorius
Jiří Pistorius (19. března 1922, Praha – 15. března 2014) byl literární historik a kritik, překladatel, editor, publicista.

## Život
Bratr divadelního režiséra a dramaturga Luboše Pistoria a strýc nakladatele Vladimíra Pistoria. V letech 1945–1948 studoval bohemistiku, estetiku a srovnávací literatury na Filosofické fakultě Karlovy University, zároveň působil tamtéž jako asistent Václava Černého. Svou činností se intenzivně zapojil do poválečného literárního života: Od roku 1945 uveřejňoval kritické články a studie o české literatuře zejména ve Svobodných novinách a Kritickém měsíčníku, v němž posléze vykonával funkci tajemníka redakce. V červenci 1948 J. Pistorius odešel do Francie, kde studoval komparatistiku na pařížské universitě u Jean-Marie Carrého (1948–1950) a slovanskou filologii se specializací na český jazyk a literaturu ve Štrasburku (1950–1951). Do roku 1958 působil v české sekci francouzského rozhlasu, spolupracoval též se stanicí Rádio Svobodná Evropa. Po odchodu do USA roku 1958 působil na Lafayette College v Pensylvánii a studoval francouzskou literaturu na University of Pennsylvania ve Philadelphii. V letech 1963–1968 byl mimořádným profesorem francouzské literatury na Williams College v massachusettském Williamstownu, řádnou profesuru získal roku 1968. V letech 1971–1982 vedl tamní katedru románských studií.

## Dílo
K vydání připravil povídku F. X. Šaldy Analysa (1946) a výbor z jeho dopisů Josefu Horovi (1947). Dále se jako editor podílel na vydávání Souboru díla F. X. Šaldy (spolu s Václavem Černým, Janem Mukařovským a Felixem Vodičkou); sám připravil k vydání svazky Studie o umění a básnících (1948) a Kritické projevy 1 (1949). Z pozůstalosti edičně připravil též poslední svazek Vančurových Obrazů z dějin národa českého (1948). V roce 1948 vydalo nakladatelství Melantrich jeho Bibliografii díla F. X. Šaldy, na níž pracoval už během války (souběžně připravovaný rejstřík k Šaldovu dílu se vydání nedočkal). V exilu vydal knihu Destin de la culture française dans une démocratie populaire. La présence française en Tchécoslovaquie (1948–1956) (1957), v níž se na základě rozsáhlých rešerší dobového tisku zabýval přijetím a prezentací francouzské kultury v komunistickém Československu. Doktorát na University of Pennsylvania ve Philadelphii obhájil v roce 1963 prací L’Image de l’Allemagne dans le roman français entre les deux guerres (1918–1938), která vyšla knižně o rok později. Po Pistoriově příchodu na Západ se postupně proměnila oblast jeho zájmu – je autorem monograficky zaměřených studií z francouzské literatury (Ch. Baudelaire, Stendhal, P. Valéry, A. Camus, J.-P. Sartre), dále pojednává zejména o problematice francouzsko-německých literárních styků (na příkladu recepce děl M. Prousta a A. Gida). Tomuto tématu věnoval i dvě další bibliografie, Marcel Proust und Deutschland (1981; přepracováno a rozšířeno 2002) a André Gide und Deutschland. Eine internationale Bibliographie (1990), které zachycují německé překlady děl obou autorů a jejich ohlas v Německu. Za první z nich získal J. Pistorius roku 1982 od Společnosti M. Prousta cenu Marcel Proust-Preis (jako první laureát) za nejlepší proustovskou práci v německém jazyce. Po roce 1989 J. Pistorius publikoval též opět v českém prostředí: v Literárním archívu, Kritické Příloze Revolver Revue a Kritickém sborníku. Sestavil, edičně připravil a obsáhle komentoval knihu V. Černého André Gide (2002), soubor Černého textů věnovaných tomuto spisovateli. Tematicky v polistopadovém období navazuje především na své dřívější práce o F. X. Šaldovi či V. Černém.
- J. Pistorius, Bibliografie díla F. X. Šaldy, Praha, Melantrich 1948.
- J. Pistorius, Destin de la culture française dans une démocratie populaire. La présence française en Tchécoslovaquie (1948–1956), 1957.
- J. Pistorius, L’Image de l’Allemagne dans le roman français entre les deux guerres (1918–1938), 1964.
- J. Pistorius, Marcel Proust und Deutschland, 1981; 2002.
- J. Pistorius, André Gide und Deutschland. Eine internationale Bibliographie, 1990.
- J. Pistorius, Doba a slovesnost. Praha, Triáda 2007 (výbor z celoživotního literárněhistorického a kritického díla).